# Liste der Menhire in Schleswig-Holstein
Die Liste der Menhire in Schleswig-Holstein umfasst alle bekannten Menhire auf dem Gebiet des heutigen Bundeslandes Schleswig-Holstein.

## Liste der Menhire
- Menhir: Nennt die Bezeichnung des Menhirs sowie gebräuchliche Alternativbezeichnungen
- Ort: Nennt die Gemeinde und ggf. den Ortsteil, in dem sich der Menhir befindet.
- Kreis: Nennt den Kreis, dem die Gemeinde angehört. IZ: Kreis Steinburg; OD: Kreis Stormarn; RD: Kreis Rendsburg-Eckernförde; RZ: Kreis Herzogtum Lauenburg SL: Kreis Schleswig-Flensburg
- Typ: Unterscheidung verschiedener Untertypen:[1]
  - Rillenstein: ein aufgerichteter Stein mit Rillenverzierung
  - Steinkreis: eine Gruppe aufgerichteter Steine mit kreisförmiger Anordnung
  - Wächterstein: vor oder neben einem Grab stehender Stein
  - Monolith: sonstiger Stein mit Menhircharakter

| Menhir                            | Ort         | Kreis | Typ          | Anmerkungen | Bild                                |
| --------------------------------- | ----------- | ----- | ------------ | --- | ----------------------------------- |
| Menhir von Beldorf                | Beldorf     | RD    | Monolith     | heute im Magazin des Archäologischen Landesmuseums in Busdorf                                                                           |                                     |
| Steinkreis von Damp („Rote Maaß“) | Damp        | RD    | Steinkreis   | | Rote Maaß von Damp                  |
| Menhir I von Seedorf              | Seedorf     | RZ    | Rillenstein  | Die beiden Steine in Seedorf sind nur 13 m voneinander entfernt                                                                         |                                     |
| Menhir II von Seedorf             | Seedorf     | RZ    | Monolith     | |                                     |
| Menhir von Süderbrarup            | Süderbrarup | SL    | Wächterstein | | Menhir von Süderbrarup              |
| Menhir von Trittau                | Trittau     | OD    | Rillenstein  | Teil einer vermutlich früheisenzeitlichen Steinsetzung; in der näheren Umgebung ursprünglich wohl weitere Steinreihen und Schalensteine |                                     |
| Menhir von Warringholz            | Warringholz | IZ    | Monolith     | neben einem Großsteingrab aufgestellt; die Anlage wurde nach Itzehoe umgesetzt                                                          | Menhir von Warringholz (ganz links) |